# وست فری‌دی (لوئیزیانا)
وست فری‌دی (به انگلیسی: West Ferriday) یک منطقهٔ مسکونی در ایالات متحده آمریکا است که در لوئیزیانا واقع شده‌است. وست فری‌دی ۱٬۵۴۱ نفر جمعیت دارد.